# Несумлінна конкуренція
Недобросовісна конкуре́нція — порушення загальноприйнятих правил і норм конкуренції. При цьому порушуються закони і неписані правила.
Частина перша статті 1 Закону України від 18.12.2008 «Про захист від недобросовісної конкуренції» трактує це поняття як: будь-які дії у конкуренції, що суперечать торговим та іншим чесним звичаям у господарській діяльності.
Форми недобросовісної конкуренції встановлені ст. 4 — 19 зазначеного вище закону. це
- Неправомірне використання ділової репутації суб'єкта господарювання
  - Неправомірне використання позначень
  - Неправомірне використання товару іншого виробника
  - Копіювання зовнішнього вигляду виробу
  - Порівняльна реклама

- Створення перешкод суб'єктам господарювання у процесі конкуренції та досягнення неправомірних переваг у конкуренції
  - Дискредитація суб'єкта господарювання
  - Схилення до бойкоту суб'єкта господарювання
  - Схилення постачальника до дискримінації покупця (замовника)
  - Підкуп працівника, посадової особи постачальника
  - Підкуп працівника, посадової особи покупця (замовника)
  - Досягнення неправомірних переваг у конкуренції
  - Поширення інформації, що вводить в оману

- Неправомірне збирання, розголошення та використання комерційної таємниці
  - Неправомірне збирання комерційної таємниці
  - Розголошення комерційної таємниці
  - Схилення до розголошення комерційної таємниці
  - Неправомірне використання комерційної таємниці

У багатьох країнах офіційно заборонений демпінг, таємну змову на торгах і створення таємних картелів, помилкова інформація і реклама та інші методи недобросовісної конкуренції.
Також до недобросовісної конкуренції часто відносять так звану прив'язку до постачальника, тобто практику, при якій постачальник будь-яких продуктів або сервісів створює споживачеві перешкоди до зміни постачальника або взаємодії з продуктами інших постачальників. До відповідальності постачальників, що використовують цю практику залучають нечасто. Один з відомих випадків — судовий процес Єврокомісії проти корпорації Microsoft.

## Відповідальність за недобросовісну конкуренцію
Види відповідальності встановлені ст. 20 — 26 зазначеного вище закону. Це:
- Накладення штрафу за недобросовісну конкуренцію
- Відшкодування шкоди
- Вилучення товарів з неправомірно використаним позначенням та копій виробів іншого суб'єкта господарювання
- Спростування неправдивих, неточних або неповних відомостей